# Cantonul Aigrefeuille-d'Aunis
Cantonul Aigrefeuille-d'Aunis este un canton din arondismentul Rochefort, departamentul Charente-Maritime, regiunea Poitou-Charentes, Franța.

## Comune
| Comune               | Populație (1999) | Cod poștal | Cod INSEE |
| -------------------- | ---------------- | ---------- | --------- |
| Aigrefeuille-d'Aunis | 3.577            | 17290      | 17003     |
| Ardillières          | 775              | 17290      | 17018     |
| Ballon               | 647              | 17290      | 17032     |
| Bouhet               | 690              | 17540      | 17057     |
| Chambon              | 856              | 17290      | 17080     |
| Ciré-d'Aunis         | 1 136            | 17290      | 17107     |
| Forges               | 1.119            | 17290      | 17166     |
| Landrais             | 629              | 17290      | 17203     |
| Thairé               | 1.412            | 17290      | 17443     |
| Le Thou              | 1.369            | 17290      | 17447     |
| Virson               | 656              | 17290      | 17480     |